# گوری شانکه
گوری شانکه (به انگلیسی: Guri Schanke) (زاده ۱۴ دسامبر ۱۹۶۱) بازیگر و خواننده نروژی است.
او در مسابقه آواز یوروویژن ۲۰۰۷ نماینده نروژ بود.